# Ectabola extans
Ectabola extans är en fjärilsart som beskrevs av László Anthony Gozmány. Ectabola extans ingår i släktet Ectabola och familjen äkta malar. Inga underarter finns listade i Catalogue of Life.